# Beneficium excussionis
Il beneficium excussionis è un istituto del diritto romano che indica il "beneficio di escussione". Tale principio fu per la prima volta sancito da Giustiniano all'interno del suo Corpus Iuris Civilis. Nel rapporto di fideiussione, per portare un esempio applicato del principio sopraddetto, il fideiussore godente di questo beneficio potrà chiedere al creditore di soddisfarsi in via preventiva sul patrimonio del soggetto debitore principale, ove questi fosse insolvente allora avrà la possibilità di indicare su quali beni rivalersi per primi.
Ritroviamo l'istituto in questione anche nel diritto societario, in particolare nelle società di persone, e lo stesso è riportato negli articoli 2268 c.c. per le società semplici, nell'art. 2304 c.c. per le società in nome collettivo, con estensione della sua applicabilità anche alle società in accomandita semplice, in base all'art. 2315 cod.civ.